# Cayman Togashi
Cayman Togashi (富樫 敬真?, Togashi Keiman; New York, 10 agosto 1993) è un calciatore giapponese, attaccante dell'Atlanta United.

## Biografia
È nato a New York da padre giapponese e madre statunitense, ma di origini turche; all'età di sei anni si è poi trasferito con la famiglia nella città di Yokohama, in Giappone, dove è cresciuto. Il suo nome di battesimo, "Cayman", deriva dalle omonime isole, luogo dove i suoi genitori tennero il loro viaggio di nozze. Da settembre 2019 è sposato con Mio Nakajima, insegnante di yoga per bambini nonché ex ballerina che ha fatto parte dei gruppi musicali giapponesi "Flower" ed "E-girls". Con sua moglie ha avuto due figli, una femmina e un maschio, nati rispettivamente a gennaio 2020 e a febbraio 2023. Oltre per il calcio, ha una passione per l'escursionismo in montagna.

## Caratteristiche tecniche
Centravanti di piede destro, può essere schierato anche come ala destra.

## Carriera

### Nazionale
A maggio 2016 viene convocato dal CT Makoto Teguramori per disputare il Torneo di Tolone, manifestazione utile anche per designare la formazione in vista delle Olimpiadi 2016 organizzate in Brasile. Il 21 maggio 2016 esordisce con la nazionale Under-23 giapponese nella sconfitta per 2-1 contro il Paraguay U-23. Segna la sua prima rete con la maglia dei giovani Samurai Blue nella vittoria contro i pari età della Guinea. Con soli tre punti, la nazionale Under-23 del Giappone viene eliminata alla fase a gironi, terminando il suo percorso al quarto posto su cinque. Il 1º luglio 2016, giorno in cui è stato reso noto l'elenco dei giocatori che prenderanno parte alle Olimpiadi 2016, rimane escluso dalla lista definitiva dei 18.

## Statistiche

### Presenze e reti nei club
Statistiche aggiornate al 6 luglio 2024.
| Stagione                  | Club                      | Campionato                | Campionato | Campionato | Coppe nazionali | Coppe nazionali | Coppe nazionali | Coppe continentali | Coppe continentali | Coppe continentali | Altre coppe | Altre coppe | Altre coppe | Totale | Totale |
| Stagione                  | Club                      | Comp                      | Pres       | Reti       | Comp            | Pres            | Reti            | Comp               | Pres               | Reti               | Comp        | Pres        | Reti        | Pres   | Reti   |
| ------------------------- | ------------------------- | ------------------------- | ---------- | ---------- | --------------- | --------------- | --------------- | ------------------ | ------------------ | ------------------ | ----------- | ----------- | ----------- | ------ | ------ |
| ago-dic. 2015             | Yokohama F·Marinos        | J1                        | 4          | 1          | CG              | 0               | 0               | -                  | -                  | -                  | -           | -           | -           | 4      | 1      |
| 2016                      | Yokohama F·Marinos        | J1                        | 18         | 5          | CG+CdL          | 4+3             | 0+1             | -                  | -                  | -                  | -           | -           | -           | 25     | 6      |
| 2017                      | Yokohama F·Marinos        | J1                        | 16         | 2          | CG+CdL          | 4+2             | 1+0             | -                  | -                  | -                  | -           | -           | -           | 22     | 3      |
| Totale Yokohama F·Marinos | Totale Yokohama F·Marinos | Totale Yokohama F·Marinos | 38         | 8          |                 | 13              | 2               |                    | -                  | -                  |             | -           | -           | 51     | 10     |
| 2018                      | FC Tokyo                  | J1                        | 19         | 1          | CG+CdL          | 3+6             | 0+2             | -                  | -                  | -                  | -           | -           | -           | 28     | 3      |
| mar.-nov. 2018            | FC Tokyo U-23             | J3                        | 9          | 2          | -               | -               | -               | -                  | -                  | -                  | -           | -           | -           | 9      | 2      |
| 2019                      | Machida Zelvia            | J2                        | 30         | 5          | CG              | 1               | 0               | -                  | -                  | -                  | -           | -           | -           | 31     | 5      |
| 2020                      | V-Varen Nagasaki          | J2                        | 34         | 7          | -               | -               | -               | -                  | -                  | -                  | -           | -           | -           | 34     | 7      |
| gen.-ago. 2021            | V-Varen Nagasaki          | J2                        | 15         | 1          | CG              | 2               | 0               | -                  | -                  | -                  | -           | -           | -           | 17     | 1      |
| Totale V-Varen Nagasaki   | Totale V-Varen Nagasaki   | Totale V-Varen Nagasaki   | 49         | 8          |                 | 2               | 0               |                    | -                  | -                  |             | -           | -           | 51     | 8      |
| ago.-dic. 2021            | Vegalta Sendai            | J1                        | 12         | 3          | -               | -               | -               | -                  | -                  | -                  | -           | -           | -           | 12     | 3      |
| 2022                      | Vegalta Sendai            | J2                        | 37         | 11         | CG              | 2               | 0               | -                  | -                  | -                  | -           | -           | -           | 39     | 11     |
| Totale Vegalta Sendai     | Totale Vegalta Sendai     | Totale Vegalta Sendai     | 49         | 14         |                 | 2               | 0               |                    | -                  | -                  |             | -           | -           | 51     | 14     |
| 2023                      | Sagan Tosu                | J1                        | 22         | 5          | CG+CdL          | 1+0             | 0               | -                  | -                  | -                  | -           | -           | -           | 23     | 5      |
| 2024                      | Sagan Tosu                | J1                        | 22         | 1          | CG+CdL          | 0+1             | 0               | -                  | -                  | -                  | -           | -           | -           | 23     | 1      |
| Totale Sagan Tosu         | Totale Sagan Tosu         | Totale Sagan Tosu         | 44         | 6          |                 | 2               | 0               |                    | -                  | -                  |             | -           | -           | 46     | 6      |
| Totale carriera           | Totale carriera           | Totale carriera           | 238        | 44         |                 | 29              | 4               |                    | -                  | -                  |             | -           | -           | 267    | 48     |

### Cronologia presenze e reti in nazionale
| Cronologia completa delle presenze e delle reti in nazionale ― Giappone under 23 | Cronologia completa delle presenze e delle reti in nazionale ― Giappone under 23 | Cronologia completa delle presenze e delle reti in nazionale ― Giappone under 23 | Cronologia completa delle presenze e delle reti in nazionale ― Giappone under 23 | Cronologia completa delle presenze e delle reti in nazionale ― Giappone under 23 | Cronologia completa delle presenze e delle reti in nazionale ― Giappone under 23 | Cronologia completa delle presenze e delle reti in nazionale ― Giappone under 23 | Cronologia completa delle presenze e delle reti in nazionale ― Giappone under 23 |
| Data                                                                             | Città                                                                            | In casa                                                                          | Risultato                                                                        | Ospiti                                                                           | Competizione                                                                     | Reti                                                                             | Note                                                                             |
| -------------------------------------------------------------------------------- | -------------------------------------------------------------------------------- | -------------------------------------------------------------------------------- | -------------------------------------------------------------------------------- | -------------------------------------------------------------------------------- | -------------------------------------------------------------------------------- | -------------------------------------------------------------------------------- | -------------------------------------------------------------------------------- |
| 21-5-2016                                                                        | Aubagne                                                                          | Giappone under 23                                                                | 1 – 2                                                                            | Paraguay under 23                                                                | Torneo di Tolone 2016 - 1º turno                                                 | -                                                                                | 52’                                                                              |
| 23-5-2016                                                                        | Aubagne                                                                          | Giappone under 23                                                                | 0 – 1                                                                            | Portogallo under 23                                                              | Torneo di Tolone 2016 - 1º turno                                                 | -                                                                                | 64’                                                                              |
| 25-5-2016                                                                        | Six-Fours-les-Plages                                                             | Guinea under 23                                                                  | 1 – 2                                                                            | Giappone under 23                                                                | Torneo di Tolone 2016 - 1º turno                                                 | 1                                                                                | 52’                                                                              |
| 27-5-2016                                                                        | Tolone                                                                           | Giappone under 23                                                                | 0 – 1                                                                            | Inghilterra under 23                                                             | Torneo di Tolone 2016 - 1º turno                                                 | -                                                                                | 59’                                                                              |
| Totale                                                                           |                                                                                  | Presenze                                                                         | 4                                                                                |                                                                                  | Reti                                                                             | 1                                                                                |                                                                                  |